# Aequipecten
Aequipecten is een geslacht van tweekleppigen uit de  familie van de Pectinidae (mantelschelpen). 

## Soorten
- Aequipecten commutatus (Monterosato, 1875)
- Aequipecten flabellum (Gmelin, 1791)
- Aequipecten glyptus (A. E. Verrill, 1882)
- Aequipecten heliacus (Dall, 1925)
- Aequipecten lineolaris (Lamarck, 1819)
- Aequipecten nicklesi Dijkstra, 1998
- Aequipecten opercularis (Linnaeus, 1758) (Wijde mantel)
- Aequipecten tehuelchus (d'Orbigny, 1842)